# صلاح‌لی (ساموخ)
صلاح‌لی (به لاتین: Salahlı) یک منطقه مسکونی در جمهوری آذربایجان است که در شهرستان ساموخ واقع شده است. صلاح‌لی ۶۷۰ نفر جمعیت دارد.